# Christian J. Simon
Christian J. Simon (Nueva Iberia, 26 de diciembre de 2007) es un actor estadounidense. Es conocido por sus papeles como Leo Webb en la serie Sydney to the Max, Darwin Watterson en The Amazing World of Gumball, y como Freddy en la serie de televisión de Disney Junior, T.O.T.S..

## Vida y carrera
Simon nació y se crio en Nueva Iberia, Luisiana. Simon hizo su debut televisivo con un papel invitado en la miniserie de televisión de TV Land Whipclip Presents 'No I Didn't'en 2016. En 2018 fue elegido para reemplazar a Donielle Hansley como Darwin Watterson en The Amazing World of Gumball. Ha aparecido en series como Insecure, Darwin's Yearbook y Los Casagrande.
En 2019 apareció en la serie de Disney Channel Sydney to the Max, interpretando a Leo Webb, el amigo de la infancia de Max que se ve en sus flashbacks. El mismo año, Simon fue elegido para dar la voz a Freddy, en la serie animada de televisión para Disney Junior T.O.T.S., un flamenco que junto a su amigo Pip el Pingüino entregarán a los bebés a sus familias. En 2020 fue elegido para interpretar a Gilbert en el remake de la película de Disney Under Wraps.

## Filmografía
| Año       | Título                                | Papel                            | Notas                                                  |
| --------- | ------------------------------------- | -------------------------------- | ------------------------------------------------------ |
| 2016      | Whipclip Presents 'No I Didn't'       | Ashton                           | Episodio: "Baseball Game Proposal Gone Horribly Wrong" |
| 2016      | Bricks                                | Joven                            | Cortometraje                                           |
| 2017      | Iman and the Light Warriors           | Iman                             | Cortometraje                                           |
| 2017      | The Mick                              | Donny                            | Episodio: "The Homecoming"                             |
| 2017-2018 | We Bare Bears                         | Shady; Voces adicionales         | Voz; 2 episodios                                       |
| 2017-2019 | The Amazing World of Gumball          | Darwin Watterson                 | Voz; papel principal                                   |
| 2017-2020 | Puppy Dog Pals                        | Stephan                          | Voz; papel recurrente                                  |
| 2018      | The Loud House                        | Casey                            | Voz; 2 episodios                                       |
| 2018      | Alexa & Katie                         | Estudiante #1                    | 1 episodio                                             |
| 2018      | Teachers                              | Greg                             | Episodio: "All by Myselfie"                            |
| 2018      | Insecure                              | Lil Chris                        | 1 episodio                                             |
| 2019      | Future Man                            | Lil Jimmy McGurgan               | Episodio: "The I of the Tiger "                        |
| 2019      | La próxima gran aventura de Archibald | Benny                            | Voz; 2 episodios                                       |
| 2019      | Darwin's Yearbook                     | Darwin                           | Voz; papel principal                                   |
| 2019-2020 | Disney Animals                        | Freddy el flamenco               | Voz; 12 episodios                                      |
| 2019-2021 | Sydney to the Max                     | Leo Webb                         | Papel principal                                        |
| 2019-2022 | T.O.T.S.                              | Freddy el flamenco               | Voz; papel principal                                   |
| 2020      | The Casagrandes Familia Sounds Podcat | Casey                            | Voz; 1 episodio                                        |
| 2020-2021 | Los Casagrande                        | Casey                            | Voz; papel recurrente                                  |
| 2020-2021 | The Gumball Chronicles                | Darwin                           | Papel principal                                        |
| 2021      | Under Wraps                           | Gilbert                          |                                                        |
| 2021      | Roman to the Rescate                  | Él mismo                         |                                                        |
| 2022      | Under Wraps 2                         | Gilbert                          |                                                        |
| 2023      | Kiya & the Kimoja Heroes              | Zane, Acrobat, The Acrobat, Zana | Voz: 9 episodios                                       |

## Premios y nominaciones
Simon fue nominado en los 47° Premios Daytime Emmy por una "Actuación sobresaliente en un programa animado preescolar" por su papel como Freddy el flamenco, en la serie animada de Disney Junior, T.O.T.S.